# L'Ange au Sourire
Pour l’article ayant un titre homophone, voir L'Ange au sourire.
L'Ange au Sourire, dénommé aussi Sourire de Reims, est une statue sculptée vers 1240. Cette statue se trouve à gauche du portail nord de la façade occidentale de la cathédrale de Reims. Elle est devenue célèbre pendant la Première Guerre mondiale, au moment où elle a été endommagée par un bombardement et un incendie : les photographies avant et après destruction sont alors largement reproduites et diffusées, faisant de la statue l'une des plus célèbres sculptures médiévales françaises.

## Un ange parmi les anges
Les anges de la cathédrale de Reims sont bien connus des érudits du XIXe et du début XXe siècle pour leur gracieux sourire, qui est considéré comme une nouveauté dans la sculpture médiévale en général, et en particulier au sein de ce qu'on nomme aujourd'hui le « nouveau style parisien » qui avait connu des débuts sévères vers 1230 au portail d'Amiens. Eugène Viollet-le-Duc (1814-1879) ne s’est pas intéressé à cette figure en particulier mais à l’ensemble des anges rémois. Emile Mâle, dans son ouvrage L’Art religieux au XIIIe siècle en France, paru en 1898, se contente de noter qu’à Reims, « saint Nicaise, le haut du crâne enlevé, marche avec une sérénité héroïque entre deux anges qui lui sourient ».  L'Ange au Sourire, qui regarde vers sa droite, a pour pendant, de l'autre côté du portail, un alter ego, l’Ange de l’Annonciation qui regarde vers sa gauche et qui aurait dû logiquement être placé de l'autre côté de saint Nicaise, et que remarque pour sa part André Michel dans son œuvre encyclopédique publiée en 1906. Il s’intéresse notamment à la qualité du sourire des anges de Reims : « La cathédrale de Reims est par excellence la cathédrale des anges. Et de ceux de l’abside à celui de l’Annonciation, on peut suivre dans l’expression de plus en plus aiguë du sourire, dans les particularités de la facture de plus en plus libre et dans le style de la draperie, l’évolution de la sculpture elle-même ».

## Victime de la Première Guerre mondiale

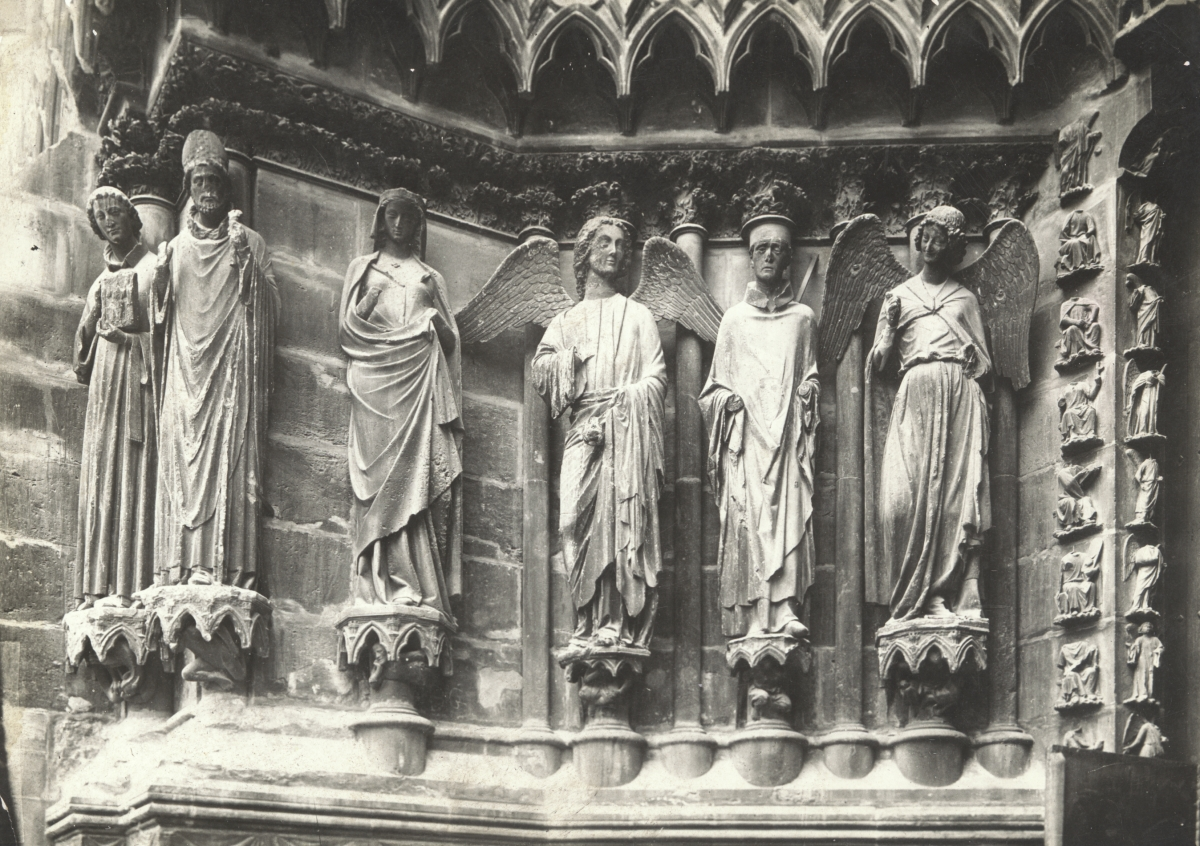
Nicaise de Reims entouré de deux anges, le sourire de Reims est à droite, portail nord de la cathédrale de Reims en 1903.

L'Ange est décapité par une poutre de l'échafaudage en flammes, lors de l'incendie de la cathédrale de Reims, le 19 septembre 1914. Après une chute de quatre mètres cinquante, sa tête se brise au sol en plus d’une vingtaine de morceaux.

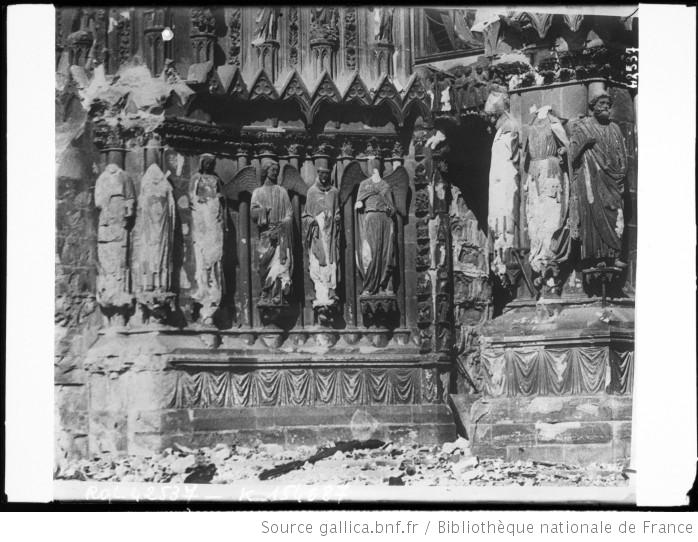
Statues de la cathédrale de Reims, après les bombardements de 1914.

La tête de l’Ange au Sourire est ramassée par l’abbé Thinot ,,, dès le lendemain de l’incendie, et mise en sûreté dans les caves de l'archevêché de Reims,. C'est là qu'elle est découverte par l'architecte Max Sainsaulieu, le 30 novembre 1915. Elle sert alors de support pour la propagande française, devenant le symbole du génie français et du patrimoine détruit par l'armée allemande.

## Reconstitution de la sculpture
À partir des nombreux fragments d’origine et d’un moulage conservé au musée des monuments français, hébergé dans la Cité de l'architecture et du patrimoine (ancien Palais du Trocadéro), cette célèbre figure est reconstituée et remise à sa place, le 13 février 1926.

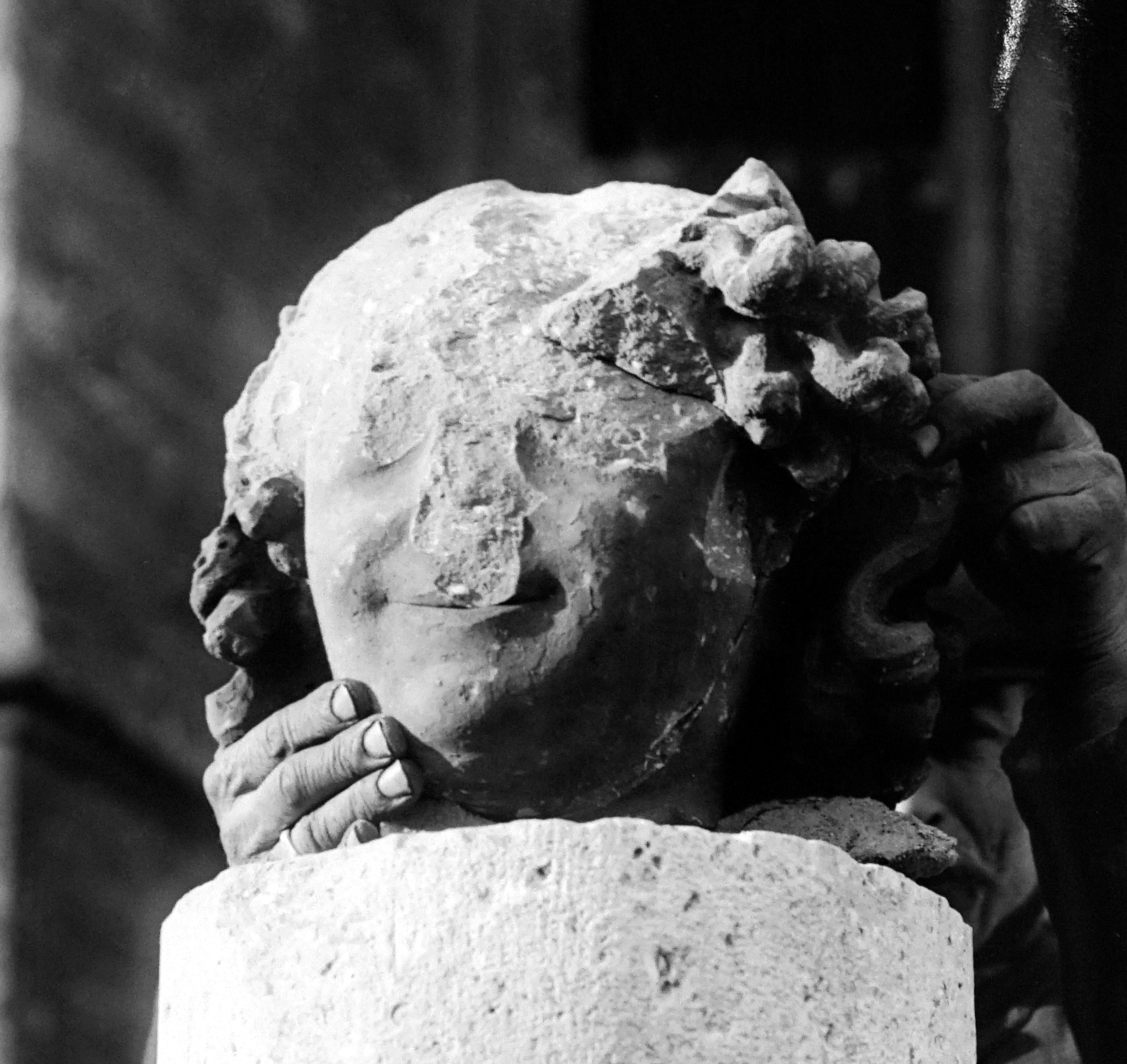
Étape de reconstitution, 1915.
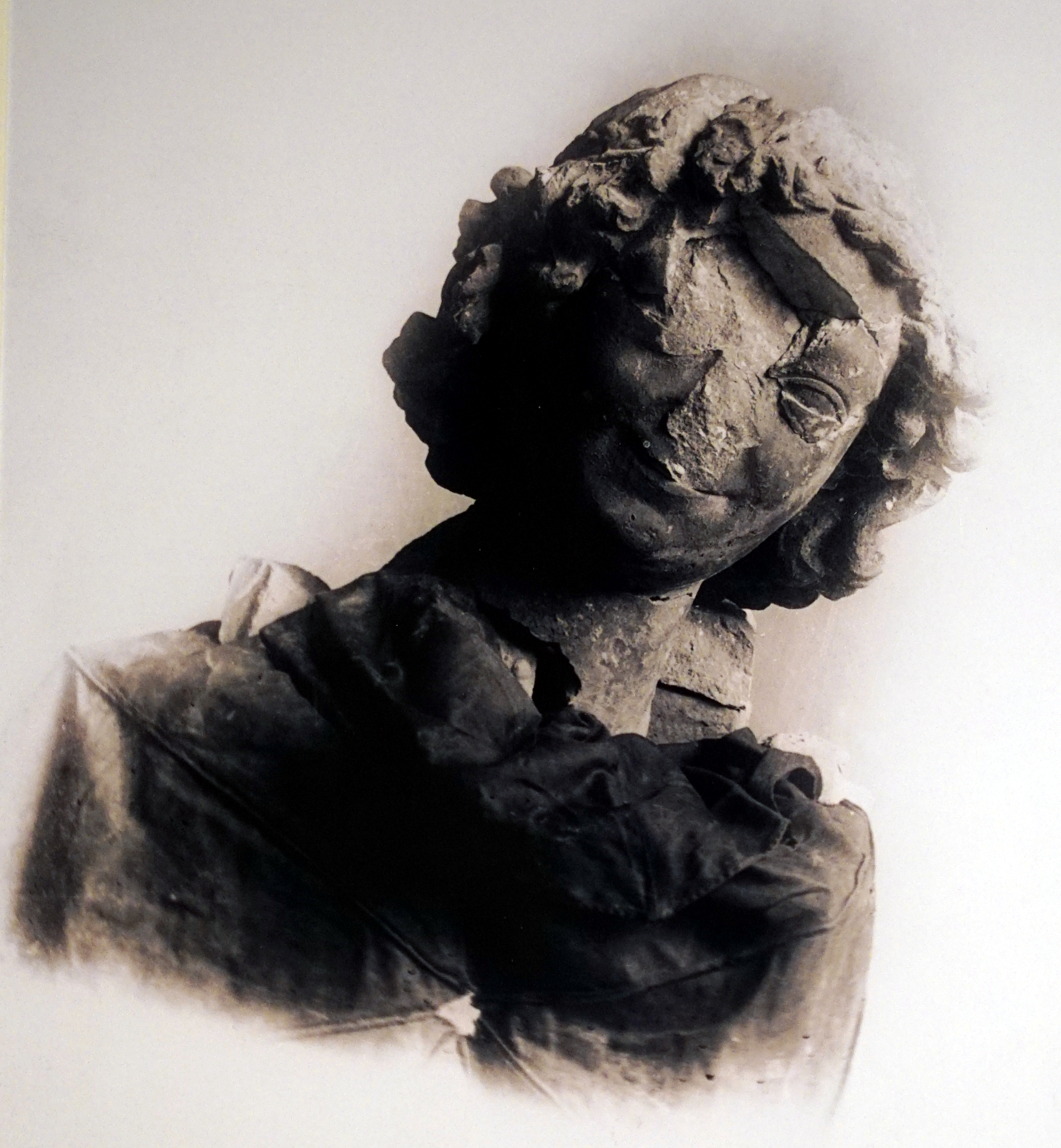
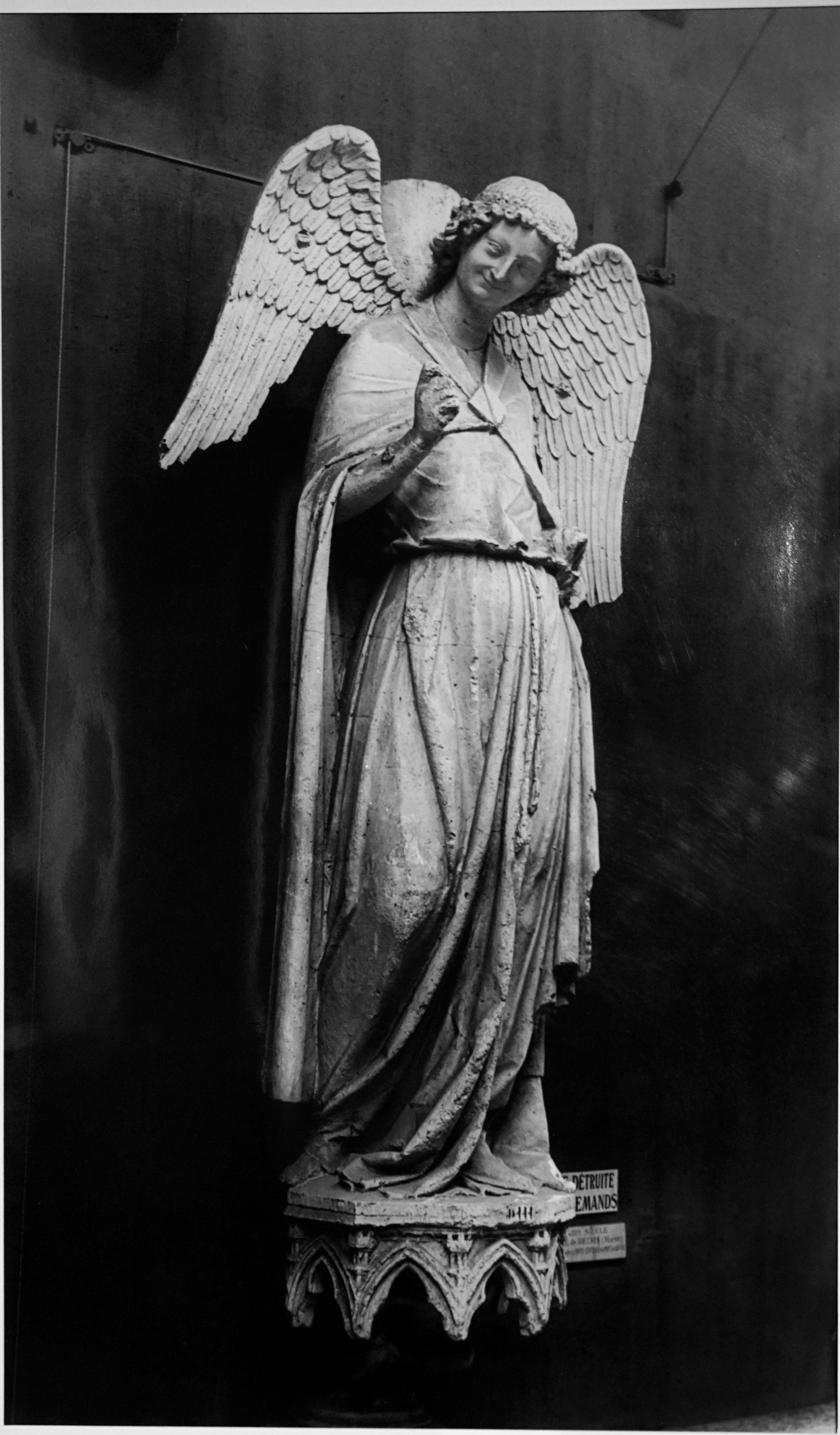
Moulage se trouvant au musée de la sculpture comparée, réalisé fin XIXe siècle.
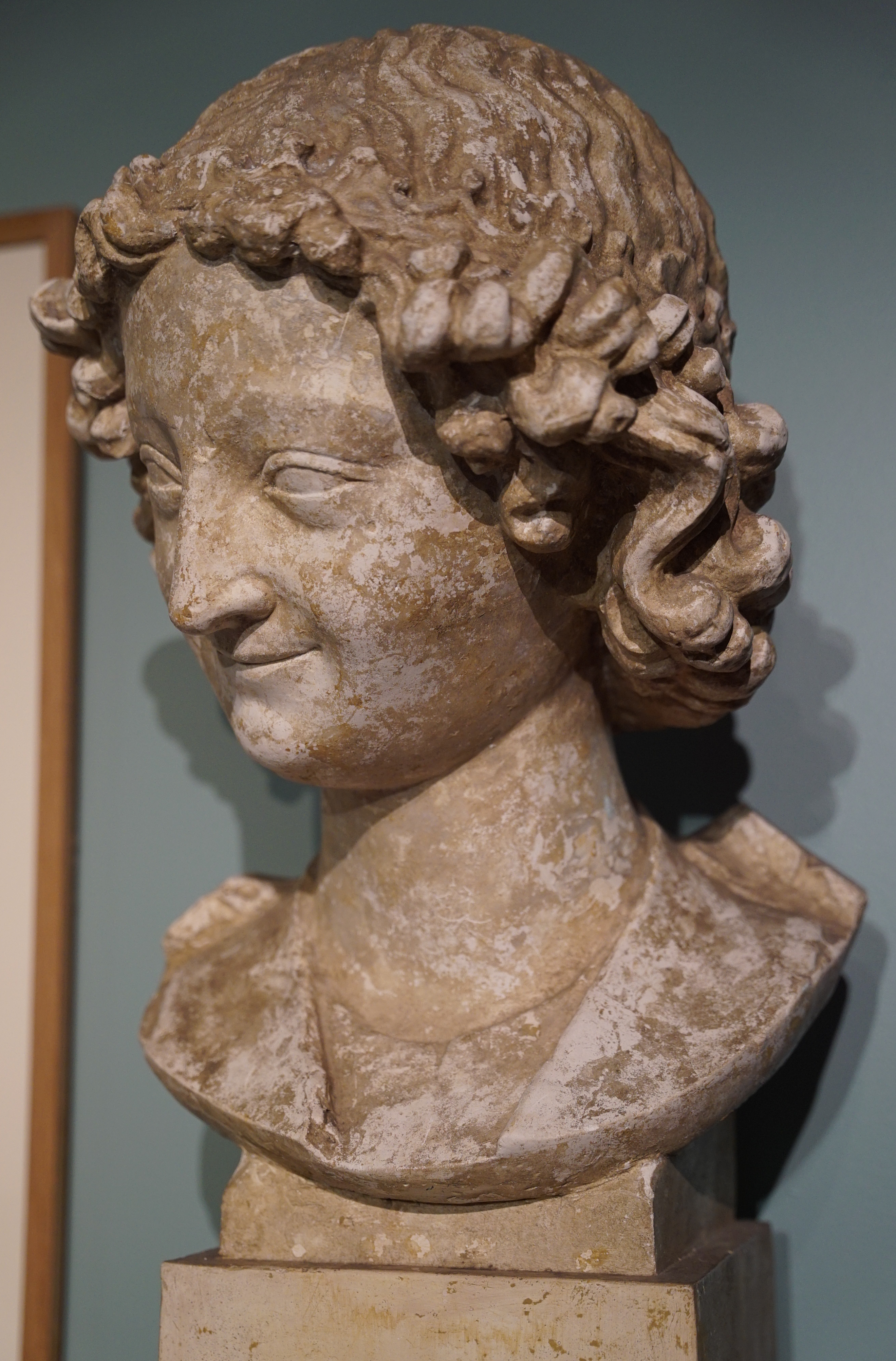
Moulage réalisé par Eugène et Louis Bertozzi avant la grande guerre, Musée le Vergeur.
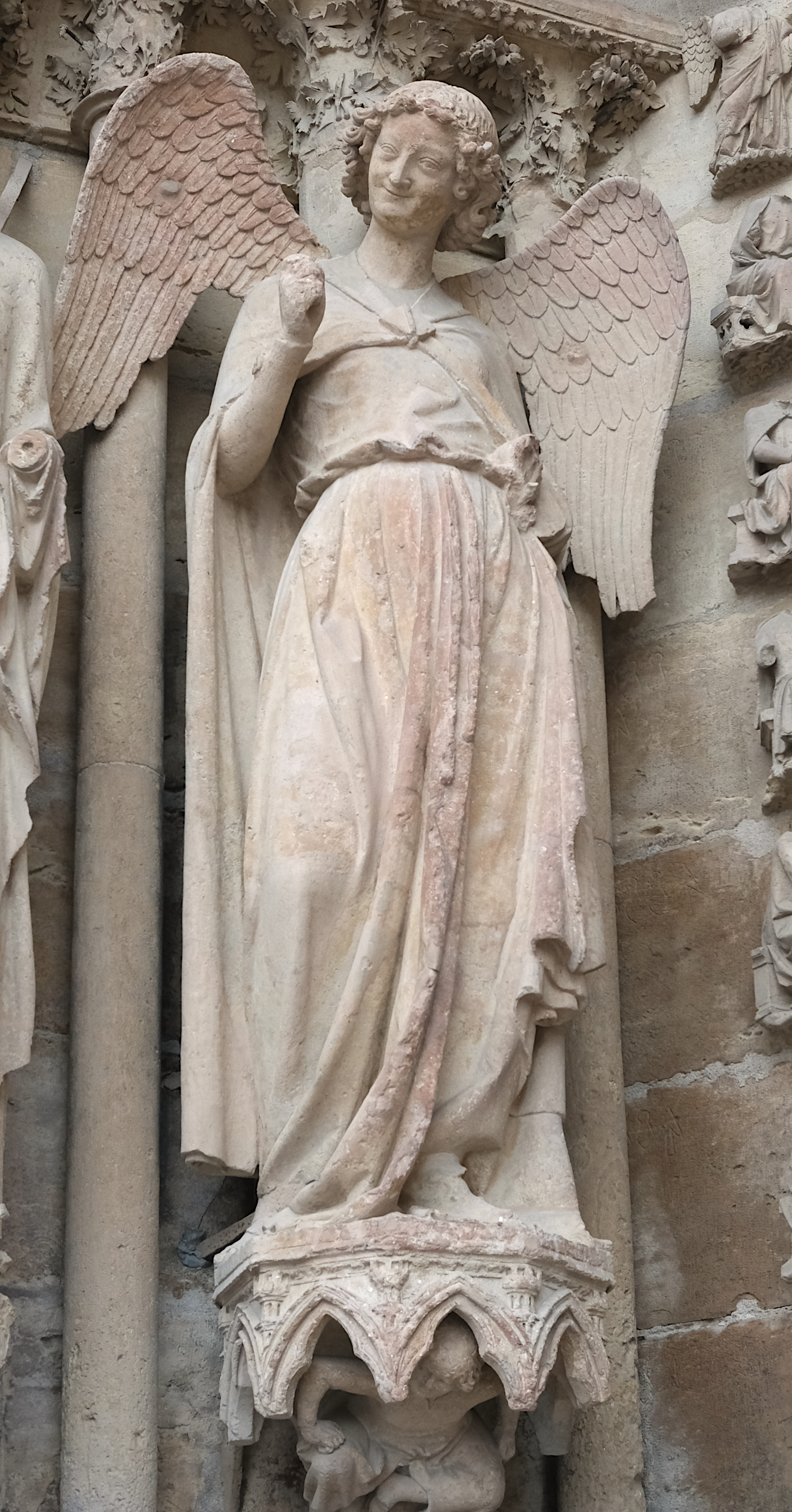
L'Ange au sourire en 2019.

## Un marqueur médiatique

### Philatélie
En 1930, un timbre est émis au profit de la Caisse d'amortissement. De couleur lilas, il représente un détail de l'Ange au Sourire. Vendu 5 F, son pouvoir d'affranchissement est de 1,50 F.

### Appropriation commerciale
Le Sourire de Reims a été choisi par la maison de Champagne rémoise Henri Abelé comme symbole distinctif de ses produits.

## Autre exemple d'ange au sourire
Le modèle d'ange au sourire en général continue à se transmettre sous Philippe le Bel à Paris et dans le Nord de la France.
Le musée d’Arras conserve deux paires d'anges en bois sculpté : ceux d’Humbert dont la localisation initiale pourrait être le chœur gothique d’abbaye Sainte-Austreberthe de Montreuil-sur-Mer et ceux de Saudemont probablement issus de l’ancien chœur gothique de la cathédrale d’Arras.
La Cité de l'architecture et du patrimoine, située dans l'aile Paris du Palais de Chaillot, conserve et expose le moulage réalisé après la guerre.
Le musée du Louvre en conserve un également. 

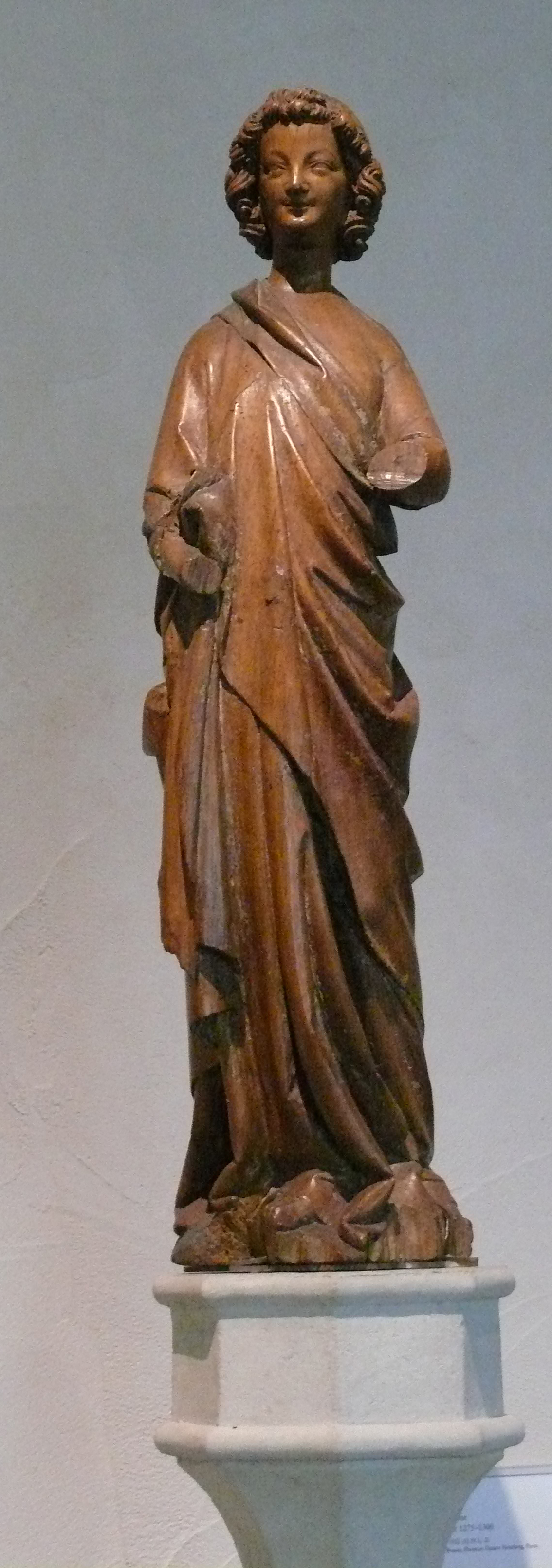
Ange en bois (probablement XIVe), Met The Cloisters (NY).
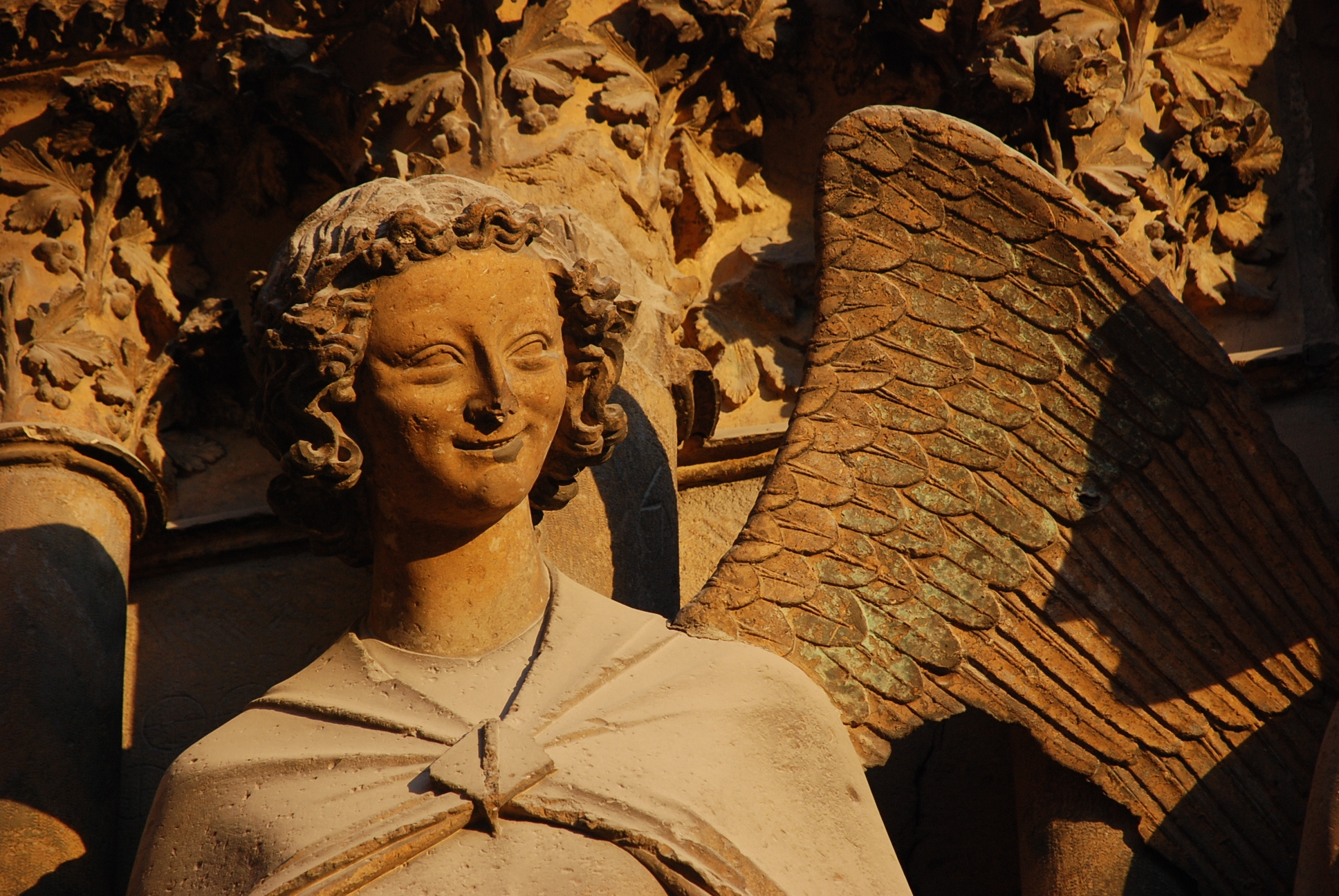
Ange de l'annonciation.

## Note
1. ↑  Maître de chœur ou Maître de Chapelle à la cathédrale Notre Dame de Reims. Né à Gueux le 1er décembre 1874, Mort pour la France le 16 mars 1915, aumônier volontaire
2. ↑  L'Illustration, n° 3742, du 21 novembre 1914, p. 381, a publié une photographie de l'abbé R. Thinot, montrant les dégâts causés par un obus allemand le 12 novembre 1914

### Sources et bibliographie
- Robert Antelme,  « L’ange de Reims » in Remue.Net 23 août 1996
- Frédéric Destremau, « L’Ange de la cathédrale de Reims ou « Le sourire retrouvé » in Bulletin de la Société de l’Histoire de l’Art français, 1998, p.309-324.
- Yann Harlaut, Naissance d'un mythe. L'Ange au Sourire de Reims  (ISBN 978-2-87825-435-8) 2008, 144 p.
- Yann Harlaut, L'Ange au Sourire dévoilé, 2018, 104 p.
- Charles Sarazin, « Le Sourire de Reims » in Sourire de Reims, no 2, avril 1929, 4 p.
- Exposition "1914-1918. Le patrimoine s'en va-t-en guerre" au musée des Monuments français, Cité de l'architecture et du patrimoine, du 11 mars au 4 juillet 2016.